# Parafia Trójcy Przenajświętszej w Borszczowie
Parafia Trójcy Przenajświętszej w Borszczowie – parafia rzymskokatolicka, znajdująca się w archidiecezji lwowskiej, w dekanacie Czortków. W parafii posługują księża michalici.

## Historia
W 1950 roku parafia liczyła 200 wiernych, w 1964 263. Proboszcz, ks. Józef Adamczyk był równocześnie proboszczem w Łosiaczu i Rydodubach. Po jego śmierci w 1963 roku jedynym księdzem w obwodzie tarnopolskim pozostał ks. Jakub Macyszyn. Dlatego msze odbywały się tylko kilka razy w roku. Gdy w 1974 roku wykreślono z ewidencji parafie w Łosiaczu na terenie obwodu tarnopolskiego pozostały tylko trzy parafie katolickie: w Krzemieńcu, Hałuszczyńcach i Borszczowie. Po śmierci w 1973 roku ks. Macyszyna, od stycznia 1974 roku pełnomocnik obwodowy zarejestrował w ewidencji ks. Bronisława Mareckiego, a od połowy roku ks. Marcjana Trofimiaka. Ten ostatni mieszkał w Krzemieńcu, ale otrzymał zgodę na odprawianie nabożeństw w Borszczowie. W 1991 roku ks. Trofimiak został mianowany biskupem pomocniczym we Lwowie. Wtedy opiekę nad parafią przejęli księża michalici CSMA.  

## Proboszczowie
- Józef Machowski (1919–1949)[3]
- ks. Józef Adamczyk (1918–1963)[2]
- ks. Jakub Macyszyn (1963-1973)[3]
- ks. Marcjan Trofimiak (1974–1991)[3]
- ks. Grzegorz Garwol CSMA[6]